# جبرائيل تقلا
جبرائيل تقلا صحافي عربي، لبناني الأصل مصري المولد والوفاة. تعلم في المدرسة اليسوعية بالقاهرة. مات أبوه بشارة (صاحب الأهرام وأحد مؤسسيها) وهو صغير السن، فتولت أمه الإشراف على إدارتها، إلى أن شب جبرائيل واضطلع بأعبائها سنة 1912م، لكنه لم يكن من الكتّاب، فصرف جهده إلى توسيع الجريدة. وأتقان طباعتها، فتقدمت في أيامه تقدماً بارزاً، وأصبحت الصحيفة العربية الأولى. وأنتخب نقيباً للصحافة المصرية سنة 1919م، توفي بالقاهرة.

## المصدر
- موسوعة السياسة للدكتور عبد الوهاب الكيالي